# Egeo Meridionale
L'Egeo Meridionale (in greco Νότιο Αιγαίο?) è una delle tredici periferie della Grecia. Comprende gli arcipelaghi delle Cicladi e del Dodecaneso.

## Geografia antropica

### Unità periferiche
- Andro
- Calimno
- Scarpanto
- Ceo-Citno
- Coo
- Milo
- Mykonos
- Nasso
- Paro
- Rodi
- Santorini
- Siro-Ermopoli
- Tino

### Comuni
A seguito della riforma in vigore dal 1º gennaio 2011 l'Egeo Meridionale è diviso nei seguenti comuni:
- Amorgo
- Anafi
- Andro
- Antiparo
- Calchi
- Calino
- Caso
- Castelrosso
- Ceo
- Citno
- Coo
- Gaidaro
- Io
- Kimolos
- Lero
- Lisso
- Milo
- Mykonos
- Nasso e Piccole Cicladi
- Nisiro
- Paro
- Patmo
- Piscopi
- Policandro
- Rodi
- Santorini
- Scarpanto
- Serifo
- Sicandro
- Sifanto
- Simi
- Siro-Ermopoli
- Stampalia
- Tino

## Prefetture
Nel vecchio sistema di suddivisioni amministrative, la periferia era divisa in due prefetture: le Cicladi ed il Dodecaneso.